# Nogentská jaderná elektrárna
Nogentská jaderná elektrárna (francouzsky Centrale nucléaire de Nogent) je provozní jadernou elektrárnou ve Francii. Nachází se v departementu Aube v regionu Grand Est, na břehu řeky Seiny, voda z níž slouží jako chladicí médium pro uzavřený terciární okruh s dvěma 165 metrů vysokými chladicími věžemi. Elektrárnu vlastní a provozuje francouzská společnost EDF. Celkový hrubý výkon elektrárny činí 2726 MW. Elektrárna zaměstnává asi 700 pracovníků.

## Historie a technické informace

### Počátky
Plán na vybudování jaderné elektrárny u Nogent-sur-Seine vznikl v 70. letech 20. století. Byl zajištěn areál pro celkem 4 jaderné reaktory, ale vybudovány byly pouze dva, protože bývalý prezident Francie François Mitterrand v předvolebních slibech uvedl, že omezí vývoj jaderné energie ve Francii a některé reaktory tak nebyly nikdy postaveny.
Elektrárna disponuje dvěma provozními tlakovodními jadernými reaktory P'4 (někdy označovanými jako P4 REP). Jsou levnější variantou reaktoru P4 a byly navrženy proto, aby byla urychlena výstavba, sníženy náklady a zachována bezpečnost. Jde o tlakovodní reaktory, takže voda slouží jako chladivo a zároveň moderátor neutronů. Systém má čtyři smyčky, to znamená použití čtyř parogenerátorů.

### Výstavba
Výstavba prvního bloku započala dne 26. května 1981. Hrubý výkon bloku činí 1363 MW a do sítě je odesíláno 1310 MW. Do sítě byl blok připojen dne 21. října 1987 a komerční provoz nastal 24. února 1988. Druhý reaktor zahájil výstavbu dne 1. ledna 1982. Hrubý i čistý výkon zůstaly stejné. Do sítě byl blok přifázován dne 14. prosince 1988. Komerční provoz byl zahájen 1. května 1989. Celkový hrubý výkon elektrárny činí 2726 MW a do sítě je odesíláno 2620 MW.

### Incidenty a události
Dne 30. září 2005 se voda omylem dostala do elektrických rozvaděčů. Reaktor byl automaticky zastaven, nikdo nebyl zraněn a připad získal hodnocení INES-1 na mezinárodní stupnici jaderných událostí.
Dne 5. prosince 2011 se devět protijaderných členů hnutí Greenpeace dostalo přes plot jaderné elektrárny. Vyšplhali až na střechu reaktoru a odhalili transparent s nápisem „Bezpečná jaderná energie neexistuje“.

## Informace o reaktorech
| Reaktor  | Typ reaktoru  | Výkon   | Výkon   | Zahájení výstavby | Připojení k síti | Uvedení do provozu | Uzavření |
| Reaktor  | Typ reaktoru  | Čistý   | Hrubý   | Zahájení výstavby | Připojení k síti | Uvedení do provozu | Uzavření |
| -------- | ------------- | ------- | ------- | ----------------- | ---------------- | ------------------ | -------- |
| Nogent-1 | Framatome P'4 | 1310 MW | 1363 MW | 26. 5. 1981       | 21. 10. 1987     | 24. 2. 1988        |          |
| Nogent-2 | Framatome P'4 | 1310 MW | 1363 MW | 1. 1. 1982        | 14. 12. 1988     | 1. 5. 1989         |          |